# Hazlov (stacja kolejowa)
Hazlov – stacja kolejowa w Hazlovie, w kraju karlowarskim, w Czechach. Znajduje się na wysokości 555 m n.p.m.
Jest zarządzana przez Správę železnic. Na stacji nie ma możliwości zakupu biletów, a obsługa podróżnych odbywa się w pociągu.

## Linie kolejowe
- 148 Cheb - Hranice v Čechách